# Die Legende von Aang
Die Legende von Aang (Originaltitel The Last Airbender) ist ein US-amerikanischer Spielfilm aus dem Jahr 2010. Regie führte M. Night Shyamalan, der auch das Drehbuch schrieb und als Produzent fungierte. Der Spielfilm ist angelehnt an das „erste Buch“ der Fernsehserie Avatar – Der Herr der Elemente und lässt sich den Genres des Action- und Fantasyfilms zuordnen. Der Film ist am 19. August 2010 sowohl in einer 2D- als auch in einer konvertierten 3D-Fassung in die deutschen Kinos gekommen.

## Handlung
In einer Welt, in der die Elemente Wasser, Erde, Feuer und Luft von bestimmten Menschen kontrolliert („gebändigt“) werden können, beginnt die Feuernation einen skrupellosen Krieg gegen die anderen Nationen. Die einzige Hoffnung, dass der Krieg ein Ende findet, ist, dass der Avatar (Herr der vier Elemente) zurückkehrt. Es kann immer nur einen einzigen Avatar geben, denn dieser bezieht seine Kraft, sein Wissen und seine Erfahrungen aus den vorangegangenen Inkarnationen des Avatars. Die Aufgabe des Avatars ist es, den Frieden zwischen den vier Nationen zu bewahren – doch 100 Jahre zuvor verschwand der letzte Avatar plötzlich.
Eines Tages stoßen die vierzehnjährige Wasserbändigerin Katara und ihr fünfzehnjähriger Bruder Sokka beim Jagen auf den zwölfjährigen Aang, der mit seinem fliegenden Himmelsbison im Eis eingefroren ist. Sie befreien ihn und nehmen ihn mit sich. Doch die bei der Befreiung Aangs freigesetzten Kräfte ziehen die Aufmerksamkeit des Prinzen der Feuernation, Zuko, der auf der Suche nach dem Avatar ist, auf sich. Er wurde vor Jahren wegen eines Respektsbruchs von seinem Vater, Feuerlord Ozai, verbannt und darf erst wieder ehrenvoll zurückkehren, wenn er den verschollenen Avatar findet. Prinz Zuko denkt, dass die Kräfte vom Avatar persönlich stammen müssten, und landet mit seinem Schiff im Dorf Kataras.
Einem Soldaten Zukos fallen die ungewöhnlichen Tätowierungen Aangs auf, die auf eine Luftnomaden-Herkunft deuten – obwohl das Volk der Luftnomaden nach dem Verschwinden des Avatars von der Feuernation ausgelöscht wurde. Die Soldaten nehmen Aang mit sich, doch er entflieht von Zukos Schiff, indem er Luft bändigt.
Unterdessen äußert Kataras Großmutter den Verdacht, Aang könne der Avatar sein, und unterstützt den Plan ihrer Enkelkinder, den Jungen aus Zukos Gewalt zu befreien und ihn auf seinem Weg zu begleiten. So machen sich Katara und Sokka auf dem fliegenden Bison, Appa, auf den Weg und begegnen Aang gerade in dem Moment, als dieser den Soldaten erfolgreich entkommen ist. Gemeinsam fliegen sie zum Südlichen Lufttempel – Aangs Heimat. Erst jetzt beginnt Aang zu erkennen, dass er über 100 Jahre lang eingefroren gewesen war und seine Freunde alle längst durch die Hand der Feuernationssoldaten getötet wurden. Von dieser Erkenntnis übermannt, tritt Aang in den Avatar-Zustand ein und gibt damit der Welt preis, dass er der aktuelle Avatar ist.
Im Erdkönigreich angekommen, erzählt Aang seinen zwei Gefährten, dass er nur das Luftbändigen beherrscht und das Bändigen der anderen Elemente erst erlernen muss. Zum Glück stoßen die drei während eines Kampfes mit Soldaten der Feuernation auf eine Schriftrolle, auf der verschiedene Wasserbändiger-Praktiken beschrieben werden. Gemeinsam versuchen Katara und Aang, die Schritte zu erlernen, doch schon bald wird ihnen klar, dass Aang einen echten Lehrer braucht. Aus diesem Grund reist die Gruppe zum Nordpol.
Auch Zhao, ein General der Feuernation, ist auf dem Weg dorthin: Er will den Mondgeist umbringen und somit den Wasserbändigern die Grundlage ihres Bändigens entziehen. Mit ihm reisen auch Zuko und sein Onkel Iroh, die Zhaos Mission skeptisch gegenüberstehen und noch immer nach Aang Ausschau halten.
Dieser will unbedingt auch den Nördlichen Lufttempel besuchen und macht sich alleine dorthin auf den Weg. Kaum angekommen, begegnet er einem alten Mann, der sich als weise ausgibt und ihn dann an Zhao verrät. Aang wird überwältigt, doch ein Maskierter, der von den Soldaten der „Blaue Geist“ genannt wird, befreit ihn. Auf der Flucht wird der Blaue Geist getroffen und verliert seine Maske. Aang erkennt, dass Zuko sein Retter ist.
Am Nordpol angekommen, verliebt sich Sokka in Prinzessin Yue und Katara und Aang verbessern ihre Wasserbändigerfähigkeiten unter der Leitung von Meister Pakku. Doch bereits bald nach ihrer Ankunft attackiert Zhaos Flotte die Stadt. Zuko kann sich bis zu Aang durchschlagen und ihn entführen, doch Katara friert den Prinzen ein. Zhao tötet unterdessen den Mondgeist, woraufhin der Mond sich rot färbt und die Wasserbändiger ihre Fähigkeiten verlieren. Doch Iroh weiß, dass Yue einen Teil des Mondgeistes in sich trägt, da sie einst stumm und leblos zur Welt kam und dann in der Quelle des Mondgeistes gebadet wurde, der ihr dann das Leben schenkte. Auf Irohs Bitte hin opfert Yue dem Mondgeist ihr Leben, das sie damals von ihm bekam, um dem Geist neues Leben einzuhauchen. 
Aang kann die angreifende Flotte der Feuernation mithilfe einer Riesenwelle zurückdrängen.
Als die Nachrichten von Zhaos Tod und Irohs Verrat den Feuerlord erreichen, beauftragt dieser seine Tochter Azula, den Avatar zu suchen und ihm zu bringen.

## Hintergrund
Der Avatar lebt in einem Zyklus. Stirbt ein Avatar, wird er in der nächsten Nation des Zyklus wiedergeboren (Feuer-Luft-Wasser-Erde). Als der Krieg – Hundert Jahre vor der Zeit, in der der Film spielt – begann, kurz bevor Aang geboren wurde, lebte Avatar Roku, aus der Feuernation. Er war in seiner Kindheit ein guter Freund von Feuerlord Zosin, der später den Krieg begann. Zosin hatte Roku an dessen Hochzeit erzählt, dass er vorhabe, sein Reich zu vergrößern, woraufhin Roku entgegnete, er wolle nie wieder etwas davon hören.
Als Zosin die erste kleine Stadt des Erdkönigreichs besetzte, griff Roku ihn an und Zosin merkte, dass seine Eroberungspläne keine Chance haben würden, solange Roku lebte.
Eines Nachts, rund 15 Jahre, in denen alles ruhig geblieben ist, später, bricht der Vulkan auf Rokus Heimatinsel aus. Er kämpft alleine gegen diese Naturgewalt an und schlägt sich wacker, aber irgendwann beginnt der Vulkan ihn in die Knie zu zwingen. In dem Moment eilt ihm Zosin zu Hilfe, der aus einigen Kilometern Entfernung den Rauch bemerkt hatte. Zusammen bezwingen sie den Vulkan, doch als Roku einen riesigen Schwall giftigen Gases einatmet, bleibt er liegen und bittet Zosin um Hilfe. Als er Roku so am Boden sieht, spürt Zosin seine Pläne plötzlich in greifbare Nähe gerückt und lässt ihn zurück. Roku wird von der glühenden Lava verschlungen.
Im selben Moment wird Aang geboren, er ist nun der neue Avatar. Die Mönche, die Aang im südlichen Lufttempel großziehen, wissen, dass er der Avatar ist und wollen ihm dies an seinem 16. Geburtstag mitteilen, doch der nahende Krieg veranlasst sie dazu, früher zu handeln. Aang ist mit der Situation überfordert. Als er dann hört, dass er in den östlichen Lufttempel weggebracht werden soll, weil sein bester Freund und Lehrmeister Mönch Gyatso einen schlechten Einfluss auf ihn habe, flieht er aus Angst und gerät in einen fürchterlichen Sturm mitten über dem Meer. Er und sein Bison Appa werden in die Tiefe gerissen. Allein sein Avatarzustand, der sich in dem Moment wie ein Instinkt von selbst einschaltet, rettet ihn. Er bildet eine Sphäre um sich herum, aus der er dann erst hundert Jahre später befreit wird.
Kurz nachdem Aang geflohen ist, überfiel die Feuernation alle Lufttempel, in der Hoffnung, den neuen Avatar, der ja ein Luftnomade sein musste, da Luft im Zyklus nach Feuer kommt, gefangen nehmen zu können. Es ist wichtig für die Feuernation, dass sie den Avatar nicht töten, denn dann würde er nur wiedergeboren und ihre Suche nach ihm, müsste von neuem beginnen. Mit der Hilfe eines Kometen, der einen Feuerbändiger so mächtig macht, dass sich ihm niemand in den Weg stellen kann, löschten sie alle Luftnomaden aus, doch Aang war bereits fort.

### Entstehung
Am 8. Januar 2007 gaben Paramount Pictures und Nickelodeon Movies bekannt, dass M. Night Shyamalan für Drehbuch und Regie des ersten Teils der geplanten Filmtrilogie rund um die Fernsehserie Avatar – Der Herr der Elemente verpflichtet wurde. Die erfolgreiche amerikanische Fernsehserie Avatar – Der Herr der Elemente ist an das historische Ostasien angelehnt und ließ sich von japanischen Animes inspirieren. Shyamalans Filmtitelwahl Avatar: The Last Airbender führte zu einem Rechtsstreit mit James Cameron, der die Rechte an dem Titel Avatar für seinen Science-Fiction-Film besaß. Die Filmproduzenten kürzten den Titel deshalb auf The Last Airbender ab.
In einem Interview in dem SFX Magazine erklärte Shyamalan, er sei durch seine beiden Töchter auf die Fernsehserie aufmerksam geworden. Er habe die unglaubliche Welt, die Michael Dante DiMartino und Bryan Konietzko geschaffen haben, gesehen und gewusst, dass es bestimmt aufregend sein würde, einen realen Film daraus zu machen.
Außerdem erklärte er, er habe sich durch die Spiritualität und Kampfkunst der Serie angezogen gefühlt und werde auch das Skript für den zweiten Film verfassen.
Die beiden Erfinder von Avatar DiMartino und Konietzko zeigten sich von Shyamalans Entscheidung, ihre Serie zu verfilmen, begeistert.
Erste Castings fanden Anfang 2009 statt. Als Wunschbesetzungen galten laut Shyamalan Jason Isaacs als Zhao, der die Figur bereits in der Serie sprach, und Jesse McCartney als Zuko. Im Februar 2009 wurde bekannt, dass Dev Patel, der Star aus Slumdog Millionär, die Rolle des Zuko übernehmen wird.
Die Vorproduktion begann Ende 2008, die Dreharbeiten im März 2009 in Grönland mit einem Budget von 150 Millionen US-Dollar. Nach zwei Wochen flog die Filmcrew zurück in die USA nach Pennsylvania an die Ostküste, um dort die Arbeiten am 2. April fortzusetzen. Außerdem wurde in Vietnam gedreht.

### Rassismusvorwurf wegen der Besetzung
Die Besetzung wurde von vielen Seiten kritisiert, da alle guten Hauptcharaktere, darunter Aang, Sokka und Katara von Weißen, die gesamte Feuernation allerdings von Arabern, Süd- und Ostasiaten gespielt werden (ausgenommen ist hier Avatar Roku aus der Feuernation, ein guter Charakter und wiederum von einem Weißen, Ben Cooke, gespielt). Ein namhafter Kritiker ist unter anderem Roger Ebert, der die Besetzungsliste als „falsch“ bezeichnete und auf junge Asiaten hinwies, die ebenso die Hauptrollen hätten übernehmen können.
Aufgrund dessen wurde Shyamalan auch als Rassist bezeichnet. Jeff Yang vom San Francisco Chronicle stellte fest: „Avatar ist asiatisch – Wieso aber nicht die Besetzung?“
Derek Kirk Kim schrieb weiterhin als Beispiel, dass man sich einen Film vorstellen soll, der überwiegend in der afrikanischen Kultur spielt: Die Protagonisten tragen afrikanische Kleidung und Hüte, essen afrikanisch und leben in Häusern afrikanischer Architektur: Aber alle Schauspieler sind weiß. Kim meinte, er verstehe deshalb die Auswahl der weißen Schauspieler nicht. Der verpflichtete Schauspieler Jackson Rathbone antwortete auf diese Kritik: „Ich denke, dies ist der Grund, weshalb ich mir die Haare schneide, mich rasiere und bräunen lasse. Und deshalb bin ich auch davon überzeugt, dass die Zuschauer an diesen Film glauben werden.“

### Prequel-Comic
Vor dem Kinostart erschien 2010 ein Prequel-Comic als Vorgeschichte zum Film. Er erschien bislang nicht auf Deutsch.
| Titel        | erschienen (USA) | Handlung                                                            | Skript                    | Zeichnungen    |
| ------------ | ---------------- | ------------------------------------------------------------------- | ------------------------- | -------------- |
| Zuko’s Story | 18. Mai 2010     | Michael Dante DiMartino, Bryan Konietzko, Dave Roman, Alison Wilgus | Dave Roman, Alison Wilgus | Nina Matsumoto |

### Synchronisation
Das Dialogbuch schrieb Benedikt Rabanus, Dialogregie führte Jan Odle. Die Synchronarbeiten fanden bei der FFS Film- & Fernseh-Synchron, GmbH in München statt.
| Rolle          | Darsteller        | deutscher Sprecher   |
| -------------- | ----------------- | -------------------- |
| Aang           | Noah Ringer       | Maximilian Belle     |
| Katara         | Nicola Peltz      | Gabrielle Pietermann |
| Sokka          | Jackson Rathbone  | Roman Wolko          |
| Prinz Zuko     | Dev Patel         | Sebastian Winkler    |
| Onkel Iroh     | Shaun Toub        | Ole Pfennig          |
| General Zhao   | Aasif Mandvi      | Alexander Brem       |
| Prinzessin Yue | Seychelle Gabriel | Maren Rainer         |
| Feuerlord Ozai | Cliff Curtis      | Michael Lott         |

## Unterschiede zwischen Serie und Film
- Die Aussprachen der Namen sind vom Regisseur beabsichtigt anders.
- Vieles der Handlung wurde für den Film gestrichen oder geändert, u. a. ist die Befreiung der Erdkönigreichdörfer anders.
- Die asiatisch geprägte Welt des Originals wurde verändert. So entsprechen die Protagonisten im Film nicht mehr den Ethnien und Kulturen der Serie.
- Die Landschaften der Feuernation, deren Hauptstadt und die Geisterwelt sehen im Film ganz anders aus.
- Die Bändigungsbewegungen im Film werden anders dargestellt und basieren nicht mehr auf verschiedenen Kampfkünsten.
- Im Film kann man meistens nur dann Feuer bändigen, wenn Feuer schon vorhanden ist.
- Das Verhältnis zwischen Erdbändigern und Größe des Elements ist verändert worden.
- Wichtige Charaktere fehlen im Film oder sind zusammengelegt:
  - Die Kyoshi-Kriegerinnen tauchen nicht auf, obwohl sie anfangs angekündigt wurden.
  - Avatar Roku tauchte nicht, wie zuerst erwartet, im Film auf. Er wurde durch einen sprechenden Drachen ersetzt.
  - Aangs Wiedersehen mit seinem Kindheitsfreund und späteren König Bumi wurde komplett weggelassen.
- Im Film ist Avatar Aang während der Avatar-Zustände in der Geisterwelt.

## Rezeption

### US-amerikanische Kritiken
Die Legende von Aang startete in den USA am 1. Juli 2010 zeitgleich mit Eclipse – Bis(s) zum Abendrot in 3.169 Kinos und konnte am ersten Tag über 16 Millionen US-Dollar einspielen. Am 5. Juli belief sich das Einspielergebnis auf 69,3 Millionen US-Dollar und blieb hinter den Erwartungen des Studios zurück. Am 29. September 2010 konnte der Film die 300-Millionen-US-Dollar-Marke überspringen.
Von Kritikern wurde der Film mit überwältigender Mehrheit negativ bewertet. Auf Rotten Tomatoes hat Die Legende von Aang ein Rating von lediglich 6 % auf dem Tomatometer basierend auf derzeit 11 positiven und 164 negativen Reviews mit einer durchschnittlichen Bewertung von 2,9 von 10. Auch auf Metacritic erntete der Film ebenfalls überwiegend negative Kritiken mit einem Metascore von 20.
Roger Ebert gab dem Film als Bewertung einen halben von vier möglichen Sternen und beschrieb ihn als eine „qualvolle Erfahrung in jeder Kategorie, die ich mir denken kann, und in anderen, die darauf warten, noch erfunden zu werden.“ Er kritisierte die Schauspielleistung der Hauptdarsteller als „fade, steif, unbeholfen und wenig überzeugend“, den Plot als „unverständlich“ und die Charaktere hätten „keine Persönlichkeit“. Die Spezialeffekte seien zudem „miserabel“ und die 3D-Konvertierung eine „Katastrophe“.
Scott Bowles von USA Today bewertete den Film hingegen überwiegend positiv und meinte, Shyamalan hätte überzeugende Kampfszenen geliefert. Die Legende von Aang wäre ein guter Film für Kinder – nicht aber unbedingt für Erwachsene. Er fügt jedoch hinzu, dass das schwache Script die Darbietung der Darsteller hölzern erscheinen lasse.
Positiv überrascht zeigte sich auch Stephanie Zacharek von MovieLine, die Shyamalans Art und Weise, die Kampfkunst und martialische Kunst der Serie einzufangen, bewunderte. Insgesamt sei der Film jedoch „ermüdend“.
Owen Gleiberman von Entertainment Weekly lobte die Art wie der Film gemacht worden sei, kritisierte aber die Schauspieler, die dem Zuschauer keine Chance geben würden, sich mit ihnen zu identifizieren.
Das Magazin Variety kritisierte das Casting, den Soundtrack und die überladenen Effekte, die den Film langweilig machten.
Und The Hollywood Reporter meinte, dem Film fehle die Substanz der Serie. Er lobte dagegen jedoch die schauspielerische Qualität von Noah Ringer.
Auch bei den Fans der Serie stößt der Film auf wenig Gegenliebe. Die ersten Reaktionen, die Reporter Chris Underwood von Reelz Channel nach der Mitternachtsvorführung in Los Angeles aufgenommen hat, sind durchgehend negativ. Kritisiert wurden hier insbesondere die Umsetzung der Charaktere und der Geschichte, die sich zu wenig an der Vorlage orientiere und insgesamt zu gehetzt sei. Die Los Angeles Times berichtet ebenfalls, dass die Zuschauer mit den Kritikern übereinstimmen. Einer Befragung von CinemaScore zufolge wurde der Film bei den Mitternachtsvorstellungen nur durchschnittlich mit „C“ bewertet, was insgesamt als schlechtes Zeichen gewertet wird.

### Deutschsprachige Kritiken
Franz Everschor vom Filmdienst war der Ansicht, Shyamalans Umsetzung der Fernsehserie sei düsterer, mehrdeutiger und ernsthafter. Der Regisseur delektiere sich an den märchenhaft vorprogrammierten Verkörperungen von Gut und Böse, an der Erlöserfigur, die christliche und buddhistische Elemente vereine, an der archaischen Kraft der Geschichte und an dem Mythos von Feuer und Wasser, der ihn bereits in früheren Filmen beschäftigt habe. Des Weiteren schrieb er, die Figuren und Handlungen würden nicht in den CGI-Effekten ersticken, wie es in den meisten Filmen in diesem Sommer wäre. Die Legende von Aang sei jedoch kein Meisterwerk, dafür wären die Darsteller zu statuarisch und die ausufernden Dialoge zu hölzern. Die rigorose Ablehnung, die der Film in den USA erlebt habe, habe er jedoch nicht verdient.
Die Filmzeitschrift Cinema schrieb, Shyamalan sei – und da unterscheide sich Die Legende von Aang deutlich von seinen vorangegangenen Filmen – mal wieder ein ordentlicher Unterhaltungsfilm gelungen. Dieser sei ein kindgerechtes Martial-Arts-Abenteuer mit überzeugenden Jungdarstellern, aber überflüssiger 3D-Technik.
Die Neue Zürcher Zeitung meinte: „Auch wenn die Dialoge zu Beginn etwas sehr hölzern nach Exposition klingen («Da du ja meine Schwester bist, weisst du … ») und auch wenn sich die darstellerische Virtuosität von Nicola Peltz und Jackson Rathbone – ganz im Gegensatz zum kleinen Noah Ringer – unter der Gefriergrenze bewegt, mag man sich doch nicht ungern in dieses spirituell verbrämte Abenteuer fallen lassen, das routiniert mit den Elementen des Fantasyfilms spielt. Dabei kommt auch die Story weit weniger verschwurbelt daher, als dies bei den letzten Shyamalan-Filmen der Fall war. Nur etwas mag ob all der Sehnsucht nach Harmonie und gepredigten Gewaltlosigkeit ein wenig verwirren: dass offenbar auch für Chef-Spiritist Shyamalan ein Leben in Frieden und Verbundenheit nur durch das Bezwingen der vier Elemente, also durch Macht und Herrschaft des Menschen über die Natur, zu haben ist.“
Die Frankfurter Rundschau schrieb: „Man muss schon daran glauben wollen, dass die Elemente hier dem menschlichen Geist aufs Wort gehorchen. Aber seit wann entscheidet die Tricktechnik über die Qualität einer Geschichte? Und diese ist weit besser, als es im Fantasy-Genre üblich ist. Ausdrücklich gewarnt sei jedoch vor der überall beworbenen 3D-Fassung des Films. ‚Die Legende von Aang‘ wurde in herkömmlicher Aufnahmetechnik gedreht und nach Fertigstellung auf den dreidimensionalen Effekt ‚hochgerechnet‘. Dieser Transfer ist leider so schlecht gelungen, dass die fantastische Fremdheit dieser Welt unter dem rußigen Schleier der Feuerbändiger unterzugehen scheint.“

## Einspielergebnis
Bei Produktionskosten von 150 Millionen US-Dollar spielte der Film weltweit 319,7 Mio. US-Dollar ein. Bis zum 31. Oktober 2013 betrugen die DVD-Einnahmen in Nordamerika 30,4 Mio. US-Dollar.

## Fortsetzungen
Bereits während der erste Film abgedreht wurde, schrieb M. Night Shyamalan schon am Drehbuch für The Last Airbender 2 (AT). Shyamalan meinte, im zweiten und dritten Film werde – wie in Avatar: Der Herr der Elemente – Azula die große Gegenspielerin Aangs sein. Auch würden die Kyoshi-Kriegerinnen im zweiten Film erstmals vorkommen. Der zweite Film werde dunkler als der erste, der dritte hingegen mehrdeutig sein. Der zweite Film war bereits für 2012 geplant, wird aber wohl auch in Zukunft nicht mehr realisiert werden. Shyamalan gab bekannt, dass es möglicherweise von seiner Seite aus einen zweiten Teil geben wird. Er sei sich jedoch nicht im Klaren darüber, ob er in nächster Zeit nicht lieber einen weniger aufwendigen Film drehen werde.

## Auszeichnungen
Bei der Vergabe der Goldenen Himbeeren 2011 für die schlechtesten Filmleistungen des Jahres wurde der Film mehrfach ausgezeichnet. Die Legende von Aang erhielt die Goldene Himbeere für den schlechtesten Film, den schlechtesten Regisseur, das schlechteste Drehbuch und den schlechtesten Nebendarsteller. Zudem wurde er in der neuen Kategorie des schlimmsten Einsatzes von 3D-Technik ausgezeichnet.
Der Film stand in der Vorrunde für den Oscar in der Kategorie Beste visuelle Effekte, wurde schließlich jedoch nicht nominiert.
Noah Ringer und Seychelle Gabriel wurden beide für einen Young Artist Award nominiert. James Newton Howard, Komponist der Filmmusik, gewann 2011 einen ASCAP Film and Television Music Award in der Kategorie „Top Box Office Films“ und wurde zweimal für den International Film Music Critics Award in den Kategorien „Best Original Score for a Fantasy/Science Fiction/Horror Film“ und „Film Music Composition of the Year“ nominiert.